# SAO Zapadna Slavonija
Srpska autonomna oblast Zapadna Slavonija (srpski: Српска аутономна област Западна Славонија) bila je samoproglašena Srpska autonomna oblast u Hrvatskoj nastala 12. kolovoza 1991. Nedugo nakon samoproglašenja priključena je u Republiku Srpsku Krajinu, a reintegrirana je u Hrvatsku u svibnju 1995. godine u operaciji Bljesak.

## Povijest
Ubrzo nakon proglašenja SAO Zapadna Slavonija, pobunjeničke srpske snage, uz pomoć Jugoslavenske narodne armije (JNA) predvođene Srbima i srpskih paravojnih snaga (iz Srbije i BiH), zauzele su Okučane i Daruvar, prijeteći da će odvojiti Slavoniju od Hrvatske. U to vrijeme, područje pod srpskom kontrolom bilo je relativno veliko, iako je veći dio oblasti bio brdovit i pošumljen s lošom infrastrukturom. Sljedećih mjeseci vodila se žestoka borba za Pakrac dok su paravojske etnički čistile Hrvate. Većim dijelom oblasti patrolirale su loše opremljene srpske milicije povučene iz lokalnih srpskih sela, a sa resursima JNA široko raspoređenim u nesigurno vrijeme, nisu bili u poziciji efikasno secirati Hrvatsku.
Dana 31. listopada 1991. hrvatske snage započele su operaciju Otkos 10 osiguravajući brda Bilogore. Nakon ovog uspjeha, hrvatska operacija Orkan 91 12. prosinca potisnula je srpsko-jugoslavenske snage na samo djelić njihovog izvornog teritorija. U istoj akciji zarobljen je i Daruvar. Tijekom povlačenja, srpske paravojne formacije izvršile su Masakr u Voćinu. Ujedinjeni narodi posredovali su u prekidu vatre u Sarajevu 2. siječnja 1992., što je možda spriječilo hrvatske snage da eliminiraju prisutnost pobunjeničkih Srba u zapadnoj Slavoniji.
Dana 18. veljače 1993., hrvatski i lokalni srpski čelnici potpisali su Daruvarski sporazum.
Sporazum je držan u tajnosti i djelovao je na normalizaciju života lokalnog stanovništva na prvim crtama bojišnice. Međutim, vlasti pobunjeničkih Srba u Kninu saznale su za sporazum i uhitile vođe pobunjeničkih Srba odgovorne za njega.
Srpska enklava Zapadna Slavonija je eliminirana, a područje reintegrirano u Hrvatsku za dva dana u svibnju 1995., tijekom operacije Bljesak. Kao znak odmazde za ovaj temeljni poraz, Milan Martić naredio je raketiranje Zagreba.

## Administrativne podjele
Područje zapadne Slavonije pod zaštitom Ujedinjenih naroda obuhvaćalo je četiri općine: Okučani, Pakrac, Daruvar i Grubišno Polje. Vojska Republike Srpske Krajine je kontrolirala općine Okučani i Pakrac.